# Paulina Chavira
Paulina Chavira (Ciudad de México, 1980) es una periodista, asesora lingüística, correctora de estilo y traductora mexicana. Fue editora fundadora de The New York Times en español y fue encargada de redactar su manual de estilo. Además es conductora y comentarista deportiva especializada en fútbol femenil.

## Biografía
Según Chavira, la motivación de su actividad profesional comenzó cuando era niña y su madre le fomentó el hábito de buscar en el diccionario si no sabía el significado de las palabras. Estudió comunicación en el Tecnológico de Monterrey. Hizo sus prácticas profesionales en el periódico mexicano Reforma, donde después fue coeditora web de Internacional. Chavira viajó a la República Checa, Japón, Eslovaquia, Sudáfrica y Colombia como paciente modelo de prótesis y también produjo materiales de comunicación para la empresa Össur.
Como correctora de estilo y asesora lingüística, ha trabajado con la Editorial Planeta, y fue editora fundadora de la edición en español de The New York Times, siendo la encargada de redactar su manual de estilo.  Desde octubre de 2020 a mayo de 2022 condujo el pódcast llamado El Café de la Mañana, una coproducción entre Reforma y Spotify, semejante a otros proyectos como The Daily de NYT y Cafe do manha de Folha de S. Paulo.
En 2022 se convirtió en el comentarista deportiva especializada en fútbol femenino en Fox Sports México. En noviembre de ese año comenzó a conducir el podcast Encanchadas en la productora mexicana Así como suena. 
En 2024 publicó el libro Antimanual de lenguaje igualitario editado por Grupo Planeta en México, en donde ofrece recursos formales para dejar de usar el masculino genérico en el español tanto en medios impresos, en comunicación formal y no formal. 

### Activismo
Chavira tiene actividad pública sobre un uso adecuado del idioma español en su cuenta de Twitter, tomando como referentes a la Real Academia Española y al proyecto Fundéu. Dicha labor ha repercutido socialmente,  tras saberse en 2013 el alto costo de la corrección de estilo, "adoptó" los libros de texto gratuito de la Secretaría de Educación Pública, encontrando y exponiendo 117 errores con la etiqueta #117errores, con el fin de dar a conocer a las personas más a profundidad las reglas de la escritura y la corrección de los textos, una forma de defender la ortografía. En el 2017 explicó públicamente la importancia de escribir correctamente los nombres en las playeras de la selección mexicana de fútbol. Todo esto trajo como consecuencia que, a partir del Mundial de Rusia 2018, la Federación Mexicana de Futbol fabrique camisetas para la selección con cada apellido escrito de manera correcta. Chavira es promotora del futbol femenil, participó en la primera transmisión que se hizo en W radio de la final de la Liga de Campeonas.  Asimismo ha defendido el uso de pronombres personales neutros como «elle» para referirse a personas de identidades de género fuera del binarismo masculino-femenino así como el lenguaje no sexista como una forma de igualdad de género.